# Индандион
Индан-1,3-дион — органическое вещество, представитель ненасыщенных транс-фиксированных β-дикетонов. В кристаллическом виде бесцветное или желтоватое и существует в форме именно дикетона. В водном же растворе частично енолизирован. Значительный вклад в развитие химии индандиона и его производных внёс профессор РТУ Г. Я. Ванаг — основатель рижской школы химиков-органиков.

## Особенности строения
Енольная форма характеризуется сопряжением связей и отрицательным частичным зарядом на 2-м атоме углерода и том атоме кислорода, который не связан с водородом (то есть, любой из двух). Анион же индандиона — это сопряжённая 6π-электронная система, отрицательный заряд делокализирован. Согласно приблизительным расчётам по методу МО Хюккеля (для такой системы транс-фиксированного дикетона вообще) наибольшая электронная плотность после обоих атомов кислорода находится опять-таки на 2-м атоме углерода. Это обуславливает многие его химические свойства.

## Получение
Индандион получают кислым гидролизом и одновременным декарбоксилированием натриевой соли 2-алкоксикарбонилиндан-1,3-диона (обычно этокси-) при повышенной температуре.
Саму же соль получают сложноэфирной конденсацией алкилацетата и диалкилфталата (обычно этилацетата и диэтил- или диметилфталата).
При окислении же индана такими реагентами, как пероксид водорода или трет-бутилгидропероксид, в качестве основного продукта получают индан-1-он, индандион получается лишь как примесь.

## Химические свойства
Индан-1,3-дион является очень сильным C-нуклеофилом.

### Специфические реакции
- Самоконденсация происходит весьма легко с образованием биндона — специфического реагента на первичные амины.

### Общие для дикетонов свойства
- Енолизация — в воде pKE = 5,6, это соответствует двум процентам енола. Надо помнить, что в разных растворителях KE может быть разная ввиду различных эффектов сольватирования для OH- и CH-кислот. Как обычно, транс-фиксированные дикетоны с пятичленным циклом менее енолизированны, чем подобные соединения с шестичленным циклом.

- Электрофильное присоединение — получаются продукты как C-, так и O-присоединения. Это, однако, зависит также от растворителя и концентрации веществ. Реакция происходит с енольной формой или анионом. Например, при бромировании можно получить в зависимости от стехиометрии 2-броминдан-1,3-дион или 2,2-диброминдан-1,3-дион.[5]

Очень характерна реакция нитрования — проходит легко с образованием 2-нитроиндандиона — сильной кислоты. C-электрофилы обычно реагируют с анионом дикетона. Продукты реакции с альдегидами — обычно бис-продукты.
В качестве примера ацилирования можно привести реакцию с 1,1-дифенилацетоном, которой можно получить родентицид 2-дифенилацетилиндан-1,3-дион (дифацинон или дифенадион).
В качестве других электрофильных реакций присоединения можно упомянуть галогенирование другими реагентами, сульфирование, азосочетание, нитрозирование.
- Нуклеофильное присоединение

- Восстановление амальгамой цинка по Клемменсену приводит к индану, побочным же продуктом является инден.[7]

Равно и каталитическое ионное гидрирование (триэтилсиланом и трифторуксусной кислотой) приводит к индану.
Зато, восстанавливая селективным восстановителем боргидридом натрия (в присутствии палладиевого катализатора), получают 3-гидрокси-1-инданон; при дальнейшем восстановлении — соответственно, индан-1,3-диол.
Сходным образом и цинковая пыль в ледяной уксусной кислоте реагирует с образованием 3-гидрокси-1-инданона.
- Гомолитические реакции — при взаимодействии индандиона с активными свободными радикалами, а также при окислении анионов образуются стабилизированные делокализацией радикалы, тут же вступающие в дальнейшие реакции, как, например, с алкадиенами, алкинами и друг с другом (димеризация). Особенно стабильны радикалы 2-арилпроизводных индандиона.

Частным случаем является окисление индандиона в нингидрин с помощью NBS и диметилсульфоксида. Те же реагенты помогают получить нингидрин из 1-инданона и 2-инданона.

## Применение
Производные индандиона — биндон, 2-нитроиндандион, нингидрин — используют в аналитической химии. Есть производные, которые, возможно, будут использоваться в фотонике (ведутся исследования). Некоторые производные являются препаратами, понижающими свёртываемость крови (антикоагулянты). В медицине, в частности, применяют арилпроизводные (фенилин — 2-фенилиндан-1,3-дион и омефин — 2-гидроксиметил-2-фенилиндан-1,3-дион). В качестве родентицида (крысиного яда) применяют ратиндан (2-дифенилацетилиндан-1,3-дион); нужно, однако, помнить, что этот способ травли крыс весьма жесток — крыса, ввиду своего образа жизни часто получающая небольшие царапины, истекает кровью и погибает от её потери.